# Alex Brundle

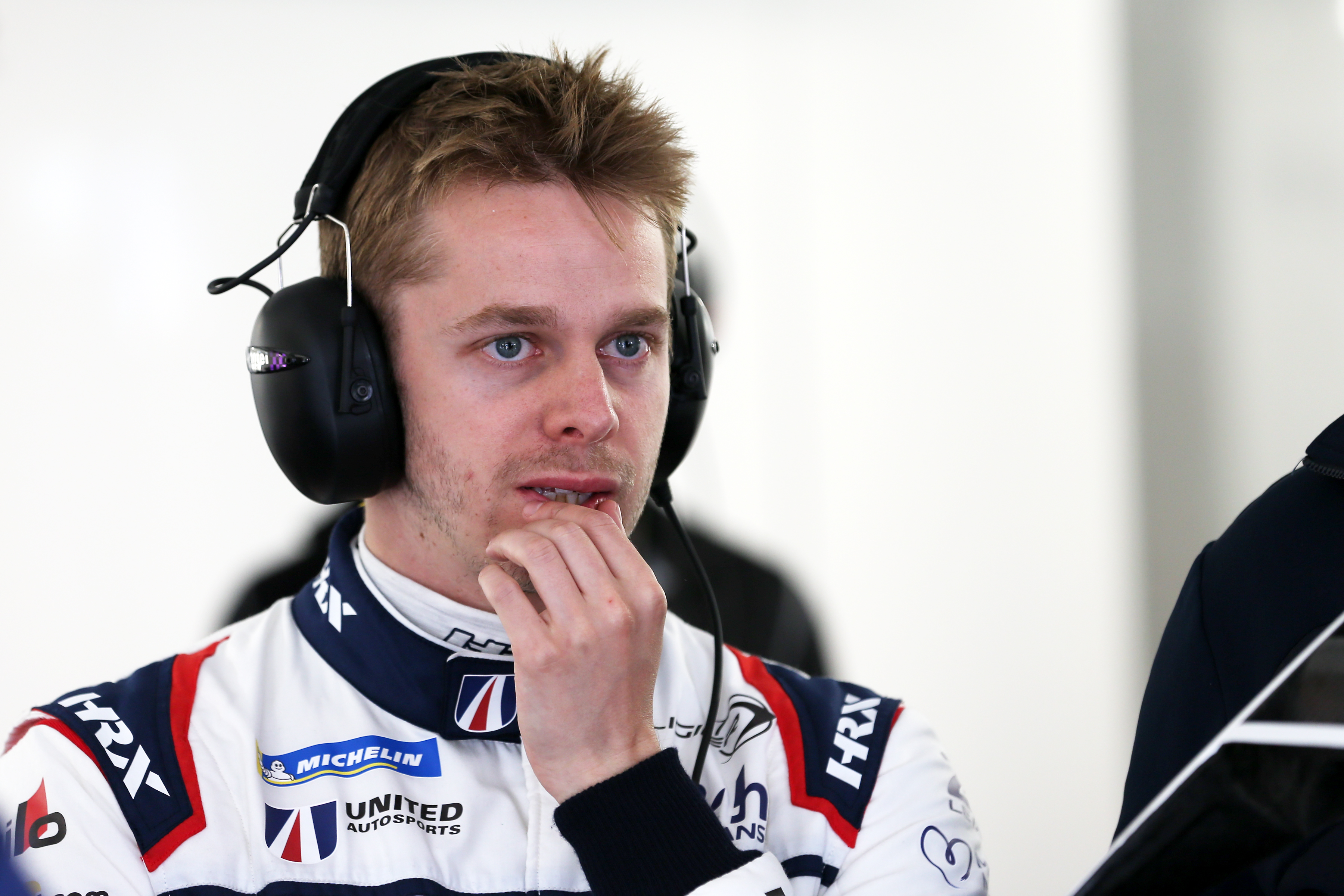
Alex Brundle (2019)

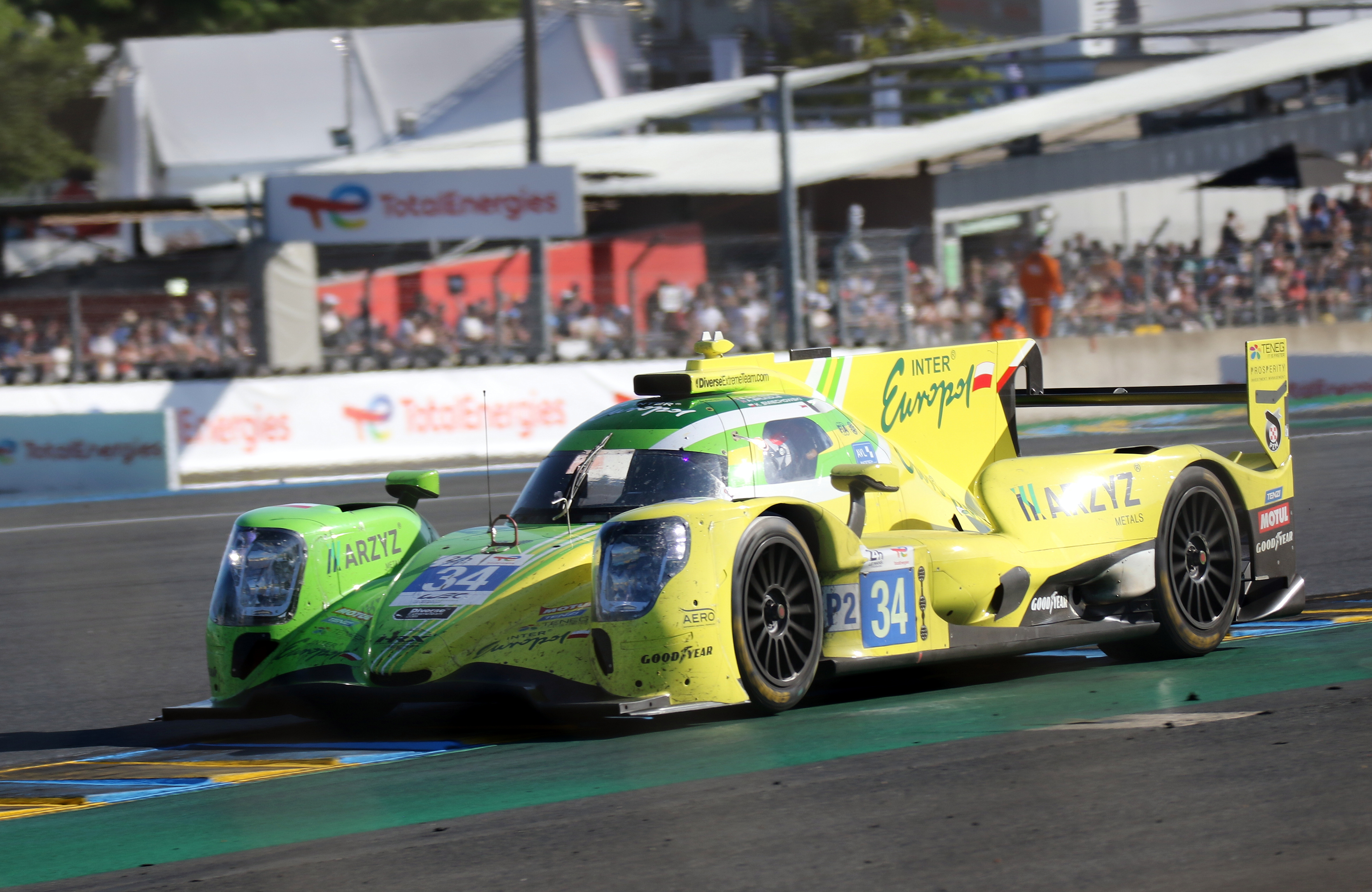
Der von Alex Brundle beim 24-Stunden-Rennen von Le Mans 2022 gefahrene Oreca 07

Alexander Martin „Alex“ Brundle (* 7. August 1990 in King’s Lynn) ist ein britischer Automobilrennfahrer und TV-Kommentator. Sein Vater ist der ehemalige Formel-1-Fahrer Martin Brundle. Brundle gewann 2016 die European Le Mans Series in der LMP3-Kategorie. Er ist ebenfalls als Kommentator bei Übertragungen verschiedener Rennserien, unter anderem auch der Formel 1, tätig.

## Karriere
Brundle begann seine Karriere im Motorsport im Alter von acht Jahren im Kartsport. 2006 wechselte er in die T-Cars-Serie, in der Rennfahrer im Alter von 14 bis 17 mit Limousinen unterwegs waren, und wurde Achter in der Gesamtwertung. Am Ende des Jahres macht er seine ersten Erfahrungen im Formelsport in der Herbstmeisterschaft der Formel Palmer Audi, die er auf dem 21. Platz beendete. 2007 startete Brundle in der regulären Formel Palmer Audi und belegte den elften Gesamtrang. Anschließend trat er erneut in der Herbstmeisterschaft der Formel Palmer Audi an und verbesserte sich auf den achten Gesamtrang. 2008 bestritt der Brite eine weitere Saison in der Formel Palmer Audi. Mit drei Podest-Platzierungen beendete er die Saison auf dem sechsten Gesamtrang.
2009 wechselte Brundle in die wiederbelebte Formel 2. Der Nachwuchsrennfahrer konnte in der neuen Rennserie nicht mit der Spitzengruppe mithalten und wurde mit einem fünften Platz als bestes Resultat 19. in der Gesamtwertung. 2010 wechselte der Brite in die britische Formel-3-Meisterschaft zum Rennstall T-Sport. Er konnte nur bei 7 von 30 Rennen Punkte erzielen und beendete die Saison auf dem 17. Gesamtrang. 2011 kehrte Brundle in die Formel 2 zurück und absolvierte seine zweite Saison in der Meisterschaft. Mit einem zweiten Platz als bestes Resultat lag er am Saisonende auf dem achten Gesamtrang.
2012 wechselte Brundle zu Carlin in die GP3-Serie. Mit einem dritten Platz als bestes Resultat wurde er 16. in der Fahrerwertung, während sein Teamkollege António Félix da Costa den dritten Rang erreichte. Zudem nimmt er für Greaves Motorsport an einigen Langstrecken-Rennen in einem LMP2-Fahrzeug teil.

## Tätigkeit als Kommentator
Brundle war bereits während seiner aktiven Karriere als Rennfahrer ebenfalls als Kommentator tätig und berichtete von Rennen verschiedener Rennserien. Unter anderem war er bei mehreren Rennen als Kommentator der FIA-Formel-2- und der FIA-Formel-3-Meisterschaft tätig. Seit 2023 kommentiert er im Rahmen der Formel-1-Übertragungen der Rechteinhaber Liberty Media.

## Statistik

### Karrierestationen
| - 2006: T Cars (Platz 8) - 2006: Formel Palmer Audi, Winterserie (Platz 21) - 2007: Formel Palmer Audi (Platz 11) | - 2007: Formel Palmer Audi, Winterserie (Platz 8) - 2008: Formel Palmer Audi (Platz 6) - 2009: Formel 2 (Platz 19) | - 2010: Britische Formel 3 (Platz 17) - 2011: Formel 2 (Platz 8) - 2012: GP3-Serie (Platz 16) |

### Le-Mans-Ergebnisse
| Jahr | Team                      | Fahrzeug          | Teamkollege        | Teamkollege              | Platzierung | Ausfallgrund |
| ---- | ------------------------- | ----------------- | ------------------ | ------------------------ | ----------- | ------------ |
| 2012 | Greaves Motorsport        | Zytek Z11SN       | Martin Brundle     | Lucas Ordoñez            | Rang 15     |              |
| 2013 | OAK Racing                | Morgan LMP2       | Olivier Pla        | David Heinemeier Hansson | Rang 8      |              |
| 2014 | OAK Racing                | Ligier JS P2      | Jann Mardenborough | Mark Schulzitsky         | Rang 9      |              |
| 2017 | Jackie Chan DC Racing     | Oreca 07          | David Cheng        | Tristan Gommendy         | Rang 3      |              |
| 2018 | CEFC Manor TRSM Racing    | Ginetta G60-LT-P1 | Oliver Rowland     | Oliver Turvey            | Ausfall     | Motorschaden |
| 2019 | United Autosports         | Ligier JS P217    | Ryan Cullen        | Will Owen                | Rang 19     |              |
| 2020 | United Autosports         | Oreca 07          | Job van Uitert     | Will Owen                | Rang 17     |              |
| 2021 | Inter Europol Competition | Oreca 07          | Jakub Śmiechowski  | Renger van der Zande     | Rang 10     |              |
| 2022 | Inter Europol Competition | Oreca 07          | Jakub Śmiechowski  | Esteban Gutiérrez        | Rang 17     |              |

### Sebring-Ergebnisse
| Jahr | Team              | Fahrzeug       | Teamkollege   | Teamkollege     | Platzierung | Ausfallgrund |
| ---- | ----------------- | -------------- | ------------- | --------------- | ----------- | ------------ |
| 2014 | OAK Racing        | Morgan LMP2    | Olivier Pla   | Gustavo Yacamán | Rang 4      |              |
| 2018 | United Autosports | Ligier JS P217 | Paul di Resta | Philip Hanson   | Rang 5      |              |

### Einzelergebnisse in der FIA-Langstrecken-Weltmeisterschaft
| Saison  | Team                           | Rennwagen                        | 1   | 2   | 3   | 4   | 5   | 6   | 7   | 8   | 9   |
| ------- | ------------------------------ | -------------------------------- | --- | --- | --- | --- | --- | --- | --- | --- | --- |
| 2012    | Greaves Motorsport OAK Racing  | Zytek Z11SN Morgan LMP2          | SEB | SPA | LEM | SIL | SAO | BAH | FUJ | SHA |     |
| 2012    | Greaves Motorsport OAK Racing  | Zytek Z11SN Morgan LMP2          |     |     | 15  | 12  | DNF | DNF |     |     |     |
| 2013    | OAK Racing                     | Morgan LMP2                      | SIL | SPA | LEM | SAO | AUS | FUJ | SHA | BAH |     |
| 2013    | OAK Racing                     | Morgan LMP2                      | 8   | 9   | 8   | 11  | 10  | 7   | 6   | 4   |     |
| 2014    | OAK Racing                     | Ligier JS P2 Morgan LMP2         | SIL | SPA | LEM | AUS | FUJ | SHA | BAH | SAO |     |
| 2014    | OAK Racing                     | Ligier JS P2 Morgan LMP2         |     |     | 9   |     | 9   |     |     |     |     |
| 2015    | Pegasus Racing                 | Morgan LMP2                      | SIL | SPA | LEM | NÜR | AUS | FUJ | SHA | BAH |     |
| 2015    | Pegasus Racing                 | Morgan LMP2                      |     |     |     | 13  |     |     |     |     |     |
| 2016    | G-Drive Racing                 | Oreca 05                         | SIL | SPA | LEM | NÜR | MEX | AUS | FUJ | SHA | BAH |
| 2016    | G-Drive Racing                 | Oreca 05                         |     |     |     | DNF | 13  | 10  | 7   | 8   | 9   |
| 2017    | Chang Racing                   | Oreca 07                         | SIL | SPA | LEM | NÜR | MEX | AUS | FUJ | SHA | BAH |
| 2017    | Chang Racing                   | Oreca 07                         | 11  | 16  | 3   | 9   | 10  | 9   | DNF | 12  | 12  |
| 2018/19 | Manor Racing United Autosports | Ginetta G60-LT-P1 Ligier JS P217 | SPA | LEM | SIL | FUJ | SHA | SEB | SPA | LEM |     |
| 2018/19 | Manor Racing United Autosports | Ginetta G60-LT-P1 Ligier JS P217 |     | DNF |     |     |     |     |     | 19  |     |
| 2019/20 | United Autosports              | Oreca 07                         | SIL | FUJ | SHA | BAH | AUS | SPA | LEM | BAH |     |
| 2019/20 | United Autosports              | Oreca 07                         |     |     |     | 17  |     |     |     |     |     |
| 2021    | Inter Europol                  | Oreca 07                         | SPA | POR | MON | LEM | BAH | BAH |     |     |     |
| 2021    | Inter Europol                  | Oreca 07                         | 8   | 8   | 7   | 10  | 12  | 8   |     |     |     |
| 2022    | Inter Europol                  | Oreca 07                         | SEB | SPA | LEM | MON | FUJ | BAH |     |     |     |
| 2022    | Inter Europol                  | Oreca 07                         |     | DNF | 17  | 7   | 15  | DNF |     |     |     |